# Karim Rekik
Karim Rekik (ur. 2 grudnia 1994 w Hadze) – piłkarz holenderski pochodzenia tunezyjskiego grający na pozycji środkowego obrońcy. Od 2023 jest zawodnikiem emirackiego klubu Al-Jazira Club.

## Kariera klubowa
Swoją karierę piłkarską Rekik rozpoczął w klubie SVV Scheveningen. W latach 2002–2011 trenował w szkółce piłkarskiej Feyenoordu. Z kolei w 2011 roku został wykupiony przez Manchester City.
Na początku 2012 roku Rekik został wypożyczony do grającego w Football League Championship, Portsmouth. Zadebiutował w nim 27 marca 2012 w wygranym 2:0 domowym meczu z Hull City. W Portsmouth rozegrał 8 spotkań.
Latem 2012 Rekik wrócił do Manchesteru City. 22 grudnia 2012 zaliczył w nim swój debiut w Premier League w wygranym 1:0 domowym spotkaniu z Reading. Na początku 2013 roku wypożyczono go do Blackburn Rovers, w którym zadebiutował 26 lutego 2013 w wyjazdowym meczu z Leicesterem City.
W 2013 roku Rekik został wypożyczony do PSV Eindhoven. W Eredivisie swój debiut zanotował 3 sierpnia 2013 w wygranym 3:2 wyjazdowym meczu z ADO Den Haag.

## Kariera reprezentacyjna
W 2011 roku Rekik wygrał wraz z reprezentacją Holandii U-17 mistrzostwo Europy U-17.
W dorosłej reprezentacji Holandii Rekik zadebiutował 5 marca 2014 roku w przegranym 0:2 towarzyskim meczu z Francją, rozegranym w Saint-Denis.

## Statystyki

### Klubowe
(aktualne na dzień 14 marca 2024)
| Klub               | Sezon              | Liga                   | Liga  | Liga   | Puchar Kraju | Puchar Kraju | Europa | Europa | Inne  | Inne   | Suma  | Suma   |
| Klub               | Sezon              | Liga                   | Mecze | Bramki | Mecze        | Bramki       | Mecze  | Bramki | Mecze | Bramki | Mecze | Bramki |
| ------------------ | ------------------ | ---------------------- | ----- | ------ | ------------ | ------------ | ------ | ------ | ----- | ------ | ----- | ------ |
| Manchester City    | 2011/12            | Premier League         | 0     | 0      | 2            | 0            | –      | –      | –     | –      | 2     | 0      |
| Manchester City    | 2012/13            | Premier League         | 1     | 0      | 0            | 0            | –      | –      | –     | –      | 1     | 0      |
| Manchester City    | Ogólnie            | Ogólnie                | 1     | 0      | 2            | 0            | 0      | 0      | 0     | 0      | 69    | 2      |
| Portsmouth (wyp.)  | 2011/12            | Championship           | 8     | 0      | 0            | 0            | –      | –      | –     | –      | 8     | 0      |
| Blackburn (wyp.)   | 2012/13            | Championship           | 5     | 0      | 0            | 0            | –      | –      | –     | –      | 5     | 0      |
| PSV (wyp.)         | 2013/14            | Eredivisie             | 25    | 1      | 0            | 0            | 6      | 0      | –     | –      | 31    | 1      |
| PSV (wyp.)         | 2014/15            | Eredivisie             | 29    | 1      | 1            | 0            | 8      | 0      | –     | –      | 38    | 1      |
| PSV (wyp.)         | Ogólnie            | Ogólnie                | 54    | 2      | 1            | 0            | 14     | 0      | 0     | 0      | 69    | 2      |
| Marsylia           | 2015/16            | Ligue 1                | 24    | 1      | 7            | 0            | 5      | 0      | –     | –      | 36    | 1      |
| Marsylia           | 2016/17            | Ligue 1                | 10    | 0      | 2            | 0            | –      | –      | –     | –      | 12    | 0      |
| Marsylia           | Ogólnie            | Ogólnie                | 34    | 1      | 9            | 0            | 5      | 0      | 0     | 0      | 48    | 1      |
| Marsylia II        | 2016/17            | Championnat National 2 | 1     | 0      | –            | –            | –      | –      | –     | –      | 1     | 0      |
| Hertha Berlin      | 2017/18            | Bundesliga             | 26    | 2      | 2            | 0            | 3      | 0      | –     | –      | 31    | 2      |
| Hertha Berlin      | 2018/19            | Bundesliga             | 24    | 0      | 3            | 0            | –      | –      | –     | –      | 27    | 0      |
| Hertha Berlin      | 2019/20            | Bundesliga             | 14    | 1      | 2            | 0            | –      | –      | –     | –      | 16    | 1      |
| Hertha Berlin      | 2020/21            | Bundesliga             | 0     | 0      | 1            | 0            | –      | –      | –     | –      | 1     | 0      |
| Hertha Berlin      | Ogólnie            | Ogólnie                | 64    | 3      | 8            | 0            | 3      | 0      | 0     | 0      | 75    | 3      |
| Sevilla            | 2020/21            | Primera Division       | 11    | 0      | 7            | 0            | 4      | 0      | –     | –      | 22    | 0      |
| Sevilla            | 2021/22            | Primera Division       | 18    | 0      | 3            | 0            | 5      | 0      | –     | –      | 26    | 0      |
| Sevilla            | 2022/23            | Primera Division       | 16    | 1      | 3            | 0            | 3      | 0      | –     | –      | 22    | 1      |
| Sevilla            | Ogólnie            | Ogólnie                | 45    | 1      | 13           | 0            | 12     | 0      | 0     | 0      | 70    | 1      |
| Al-Jazira Club     | 2023/24            | Arabian Gulf League    | 11    | 0      | 3            | 0            | –      | –      | –     | –      | 14    | 0      |
| Ogólnie w karierze | Ogólnie w karierze | Ogólnie w karierze     | 223   | 7      | 36           | 0            | 34     | 0      | 0     | 0      | 293   | 7      |

### Reprezentacyjne
(aktualne na dzień 14 listopada 2017)
| Reprezentacja | Rok     | Występy | Gole |
| ------------- | ------- | ------- | ---- |
| Holandia      | 2014    | 1       | 0    |
| Holandia      | 2017    | 3       | 0    |
| Ogólnie       | Ogólnie | 4       | 0    |